# La Clé (Prison Break)
Pour les articles homonymes, voir La Clé.
La Clé est le dix-neuvième épisode du feuilleton télévisé Prison Break. 

## Résumé
Un camion s'écrase contre le fourgon de la prison qui transportait Lincoln Burrows. L'agent Kellerman s'approche de lui et tente de l'étouffer. Cependant, Lincoln est sauvé de justesse par son père qui assomme Kellerman avec un extincteur. Le père de Lincoln le met provisoirement à l'abri dans une casse de voitures, il lui confie qu'il a abandonné sa famille pour s'investir totalement dans une multinationale appelée le Cartel. La raison pour laquelle Lincoln a été choisi pour être condamné pour le meurtre de Terrence Steadman est le fait que son père  s'est enfui en emportant avec lui des informations compromettantes sur Ecofield (société dirigée par Terrence Steadman). Lincoln était l'appât pour faire sortir son père de sa cachette. Lincoln reproche alors à son père d'être responsable de la mort de Lisa ainsi que des incarcérations de Michael et L.J.
En écoutant la fréquence de police, Kellerman apprend que Lincoln a été repéré dans une casse de voitures. Il parvient le premier sur les lieux et surprend Lincoln et son père sur le point de s'en aller. Lincoln et son père tentent de l'éviter et décident de se séparer. Mis en joue par l'agent Kellerman, Lincoln n'a d'autre choix que de signaler sa présence à Bellick afin de sauver sa vie. Kellerman doit alors se retirer discrètement. Avant de s'enfuir, Aldo Burrows jette un dernier coup d'œil sur son fils menotté et emporté par Bellick et ses hommes. 
John Abruzzi revient à Fox River, il annonce à tous qu'il a trouvé le Seigneur et qu'il n'est plus le même homme. Michael s'assure que sa conversion ne l'empêche pas de rejoindre l'équipe d'évasion. John Abruzzi le rassure à ce sujet. Il propose une trêve à T-Bag qui craint des représailles. Après avoir obtenu un couteau, T-Bag s'approche de sa cellule dans l'intention de le tuer quand il est intercepté par C-note qui lui rappelle qu'Abruzzi est leur ticket de sortie et qu'il est indispensable au plan d'évasion. Michael reste sceptique face à l'apparent repentir d'Abruzzi, il refuse de lui donner l'adresse de Fibonacci. Abruzzi contacte alors Nick Savrinn (avec qui il a conclu un marché) pour qu'il amène Veronica Donovan à l'aérodrome de Goose Park.
Nick et Veronica découvrent que le téléphone portable de Quinn a reçu de nombreux appels d'autres états et de pays. En étudiant tous les numéros en mémoire, ils finissent par trouver un numéro de téléphone intéressant et qui semble centraliser tous les appels. Ils le localisent à Blackfoot dans le Montana.
Tweener révèle à Michael qu'il a volé une carte de baseball de Honus Wagner qui valait 300 000 dollars. Il ignorait qu'elle avait autant de valeur, il ne connaissait rien en cartes de baseball. Tweener veut que Michael tue Avocado, qui le viole brutalement tous les jours. Mais Michael refuse. De retour dans sa cellule, Tweener attrape une lame de rasoir sous son matelas et castre Avocado.
Le plan d'évasion de Michael est pratiquement au point, il ne lui reste plus que la clé de l'infirmerie. Alors que Sara Tancredi lui nettoie sa blessure, Michael attend le moment opportun pour la manipuler. Il l'embrasse mais ne peut se résoudre à lui voler sa clé. Il lui demande de l'attendre à sa sortie de prison et lui promet que la situation dans laquelle ils se trouvent ne sera pas toujours pareille. Émue et troublée, Sara accepte mais refuse d'engager une relation avant sa libération. Michael fait alors appel à Nika Volek pour qu'elle l'aide une nouvelle fois. Elle refuse dans un premier temps puis change d'avis et provoque une rencontre avec Sara. Lors de leur conversation, elle révèle à Sara que Michael l'a aidée à s'en sortir et qu'elle lui doit beaucoup. Sara reconnaît que c'est un homme bien. Nika lui subtilise sa clé et vient la donner discrètement à Michael à Fox River. Cependant, Sara s'est aperçue que sa clé avait disparu. En vérifiant le registre des visites, elle comprend que Nika lui a volé sa clé à la demande de Michael. Lorsqu'elle retrouve Michael à l'infirmerie pour sa piqûre d'insuline, Katy lui fait remarquer que sa clé est de nouveau sur son bureau. En guettant la réaction de Michael, elle demande à Katy de maintenir le changement de serrure. Elle se montre glaciale envers lui et Michael comprend qu'il a perdu sa confiance.
Michael ayant pitié de Tweener, il l'intègre dans l'équipe d'évasion. Le jeune homme lui jure sa loyauté mais il le trahit en renseignant Bellick. L'épisode se termine au moment où Bellick découvre le trou dans la salle de repos.

## Informations complémentaires

### Chronologie
- Les évènements de cet épisode se déroulent les 26 et 27 mai.

### Culture
- La carte de baseball que Tweener a volée est celle de Honus Wagner de 1910. Cette carte est l'une des plus célèbres cartes de baseball de l'Histoire. Surnommée la « Mona Lisa des cartes de baseball » et la « reine des cartes », c'est la première à être vendue pour près d'un million de dollars[1].

### Erreurs
- Au moment où Michael dit qu'il leur manque juste la clé de l'infirmerie, C-Note relate la manière dont ils ont eu la clé du bureau de Pope, pour dire de procéder de la même manière cette fois ci ; or à ce moment-là, l'équipe de l'évasion se limitait à Michael, Lincoln, Sucre et Abruzzi. La scène peut toutefois laisser supposer qu'il a eu vent des faits après son intégration dans l'équipe.
- Lorsque l'Acrobate relate la manière dont il se retrouve à Fox River, sa version des faits est en contradiction avec celle que Westmorland raconte à Scofield : voie de faits sur un agent en dehors de ses heures de fonction.

### Divers
- Peter Stormare (John Abruzzi) revient dans la série après cinq épisodes d'absence.

- Pour la première fois, les deux principaux méchants du feuilleton, Brad Bellick et Paul Kellerman apparaissent ensemble dans une scène.

- Le nom de famille d'Avocado est Bolz-Johnson.

- Michael Scofield et Sara Tancredi s'embrassent pour la première fois dans cet épisode.
- Bellick découvre le trou en fin d'épisode, marquant le début de l'évasion qui aura lieu le soir durant les épisodes suivants.

## Accueil critique
Cet épisode a été suivi par 8,42 millions de téléspectateurs aux États-Unis et 6,45 millions en France.